# Nicolas Scellier
Nicolas Scellier est un acteur français qui a commencé sa carrière à un âge précoce. Il a surtout tourné pour la télévision.
Il fait ses débuts d'acteur en 1996 dans un épisode de la série de télévision de L'Instit.
Parmi les téléfilms dans lesquels il a joué, on peut citer Deux mamans et un papa (1998), Tout est calme (2000) et Marylin et ses enfants (2003). On a également pu le voir au cinéma, notamment dans le film Yamakasi et Ça reste entre nous de Martin Lamotte, avec Catherine Frot.
De 2003 à 2007, il a tenu le rôle de Romain Verdon, beau-fils du commissaire Lescaut dans la série télévisée Julie Lescaut.
Après avoir joué dans Julie Lescaut il abandonne sa carrière d'acteur.

## Filmographie

### Cinéma
- 1998 : Ça reste entre nous de Martin Lamotte
- 2001 : Yamakasi d'Ariel Zeitoun

### Télévision
- 1996 : L'Instit (épisode Le Réveil)
- 1997 : Quai n°1 (épisode Les Compagnons de la loco)
- 1998 : Deux mamans et un papa
- 1998 : Commandant Nerval (épisodes Une femme dangereuse et Les Frères ennemis)
- 1998 : Un père inattendu
- 2000 : Tout est calme
- 2000 : En vacances
- 2003 : Marylin et ses enfants
- 2003-2007 : Julie Lescaut
- 2005 : La Crim' (épisode Douleur Killer)
- 2006 : Plus belle la vie : Bobby (saison 3)